# 聖文森特 (明尼蘇達州)
聖文森特（英語：St. Vincent）是一個位於美國明尼蘇達州基特遜縣的城市，為明尼蘇達州最西部的城市，西與北達科他州接壤。

## 人口
根據2020年美國人口普查的數據，聖文森特的面積為2.80平方千米，當中陸地面積為2.66平方千米，而水域面積為0.14平方千米。當地共有人口57人，而人口密度為每平方千米20人。